# Анаплы, Абульгасан
 Абульгасан Анаплы (азерб. Əbülhəsən Anaplı) — азербайджанский актёр театра.

## Биография
Абульгасан родился в 1894 году в Губе. Его детство прошло в Баку, на сцену он впервые вышел в 1911 году. Он играл в театральных труппах культурно-просветительских обществ «Ниджат» и «Шафа», а также в труппе мусульманских оперных артистов, организованной Гусейнгулой Сарабским, и в труппе оперетты братьев Узеир и Зульфугар Гаджибековых «Артисты оперы и оперетты братьев Гаджибейли». Он создавал яркие сценические образы в трагедиях, драмах и, в основном, комедийных постановках. В некоторых афишах и программах его фамилия была указана как «Анаплинский».

## Творчество
Абульгасан Анаплы является одним из первых пародийных актёров Азербайджана. Он совместно с другом по искусству Рза Дараблы проводил концерты, которые вызывали большой интерес. На этих концертах он создавал интересные пародии на стиль игры трагических актёров, таких как Гусейн Араблинский, Аббас Мирза Шарифзаде, а также комиков, таких как Мирза Ага Алиев, Гаджиага Аббасов, мастер оперы Гусейнкулу Сарабский, искусный исполнитель женских ролей Ахмед Агдамский и других. Его творчество отличалось принципами игры в карнавальном стиле и гибкостью в импровизации. Его прекрасный и мелодичный голос, изящная пластика расширяли его актёрские возможности.

## Выступления и сыгранные роли
Абульгасан Анаплы побывал с гастролями в многочисленных городах Кавказа и Ирана. Как комедийный актёр, он исполнил роли в лучших образцах азербайджанской драматургии периода Азербайджанской Народной Республики (1918—1920), в том числе:
- Керемали (Мирзы Фатали Ахундова[2] «Гаджи Гара»)
- Гарачи (Зульфугар Гаджибеков «Женатый, но холостяк»)
- Вели, Хамбала (Узеира Гаджибеков «Аршин мал алан» и «Мешеди Ибад»)
- Пирверди (Наджаф бек Везиров «В прошлом бандиты»)
- Нияза и Эмраха (Абдуррахим бек Ахвердиев «Пери-колдовство»)
- Джавада (Нариман Нариманов «Надир шах»)
- Моллу Гаджи (Джафара Джаббарлы «Освобождение Эдирне»)
- Абдуллу бек (Рзы Заки «Халиф султана Абдулхамид»)
- Самсона (Мирза Бала Мамедзаде «Война за Баку» или «Отвага Нуру-паши»)
- Ивана (Иса бек Ашурбеков «Азербай и Джан»)
- Папаса (Фридриха Шиллера «Бандиты»)
- Шут (Уильяма Шекспира «Король Лир»)